# 森田吏
森田 吏（もりた つかさ、1984年〈昭和59年〉3月14日 -）は、日本の実業家。
株式会社Shareway代表取締役。

## 来歴
東京都杉並区出身。東京経済大学を卒業後、新卒で人材会社に入社、その後、マーケティング事業を行う株式会社Sharewayを起業する。
株式会社Sharewayの社名には、「あなたの道を共有させて欲しい」という意味が込められている。
2007年4月、綜合キャリアグループに入社。
2009年、グループ会社のキャリアアセットマネジ株式会社に出向。人事評価制度のコンサルティングに従事。
2012年5月22日、株式会社Sharewayを起業。Z世代マーケティング事業を展開。高校生視点での企業マーケティング支援と、延べ9万人の女子高校生を動員する進路エンターテイメントイベント「シンデレラフェス」を開催。現在は、7,000名以上の受講生がいる。
2018年6月22日、株式会社WANNABEを起業。IT系に特化した人材紹介、キャリア支援などの事業を展開。
2020年6月、Webマーケティングスクールの「Wannabe Academy」の運営を開始。
「Wannabe Academy」のスクール名には、「なりたい自分になるスクール」という意味が込められている
同時期に、IT業界、広告業界への転職支援を行う転職エージェントサービス「Wannabe Career」の運営を開始。